# Santos López Alonzo
Santos López Alonzo (* 1951 oder 1952) ist ein ehemaliger Soldat der guatemaltekischen Kaibiles-Spezialeinheit.
Er war 1982 während des Guatemaltekischen Bürgerkrieges mit seiner Einheit am Massaker von Dos Erres beteiligt, bei dem 171 Dorfbewohner getötet wurden, und hat den überlebenden Jungen Ramiro Antonio Osorio Cristales gekidnappt und zwangsadoptiert. Erst 1999 wurde vom erstinstanzlichen Strafverfolgungsgericht in Petén im Zusammenhang mit dem Massaker die Fahndung nach ihm angeordnet. 2010 wurde Alonzo in den USA verhaftet, weil er illegal wieder in das Land eingereist war und seine frühere Deportation ignoriert hatte. Im August 2016 wurde er nach Guatemala ausgeliefert. Noch im selben Monat wurde das Vorverfahren aufgenommen, um eine Zulassung der Anklage abzuwägen. Der Klage wurde im Juni 2017 stattgegeben. Das Hauptverfahren hätte am 20. August 2018 beginnen sollen, wurde jedoch zunächst auf das Jahr 2021 verschoben. Der Verteidiger von Lopez hatte den Entscheid der Verschiebung am Obersten Gerichtshof von Guatemala angefochten und erwirkt, dass das neue Datum für den Beginn der Hauptverhandlung der 1. Oktober 2018 ist. Lopez wurde am 21. November 2018 zu 30 Jahren Haft wegen Verbrechen gegen die Menschlichkeit und zu weiteren 30 Jahren für jedes beim Massaker getötete Opfer verurteilt – insgesamt 5160 Jahre. Allerdings ist diese Strafmaß eher symbolisch, denn die maximale Haftzeit in Guatemala beträgt 50 Jahre und Lopez wäre dann 116 Jahre alt.
Im Jahr 2011 waren bereits vier beteiligte Täter zu je 6060 Jahren Haft verurteilt worden und im Jahr 2012 ein fünftes Mitglied.